# معهد القياسات الصحية والتقييم
معهد القياسات الصحية والتقييم (بالإنجليزية:Institute for Health Metrics and Evaluation) هو معهد متخصص في البحوث العالمية تأسس عام 2007، ويقع مقر المعهد في سياتل في واشنطن في الولايات المتحدة الأمريكية.

## روابط خارجية
- IHME homepage